# Could You
"Could You" é o primeiro single da Marya Roxx. O single foi lançado no dia 12 de fevereiro de 2006 e alcançou o 35º lugar na Suíça e o 47º na Alemanha.

## Faixas
1. "Radio Edit"
2. "Unplugged Version"
3. "Extended Version"
4. "Electro Mix"
5. "Video"

## Desempenho nas paradas musicais
| Paradas musicais                   | Melhor Posição |
| ---------------------------------- | -------------- |
| Alemanha – Germany Top 100 Singles | 47             |
| Suíça – Swiss Music Charts         | 35             |